# Рейс, Виктор Александрович
Рейс Виктор Александрович (22 февраля (5 марта) 1864 — ? (после 2 апреля 1908)) — русский генерал-майор, участник русско-японской войны, командующий 27-го Восточно-Сибирского стрелкового полка.

## Биография
- 1892 — подполковник.
- с 15 (28) мая 1904 и до конца осады — временно исправляющий должность начальника штаба Квантунского укрепленного района.
- с 20 мая (2 июня) 1904 — полковник.
- с 3 (16) августа 1904 — временно командующий 27-го Восточно-Сибирского стрелкового полка.
- 24 октября 1904 — кавалер Ордена Святого Георгия 4-й степени.
- с 22 октября 1904 — генерал-майор.
- с 15 декабря 1904 — командующий 27-го Восточно-Сибирского стрелкового полка.
- 12 августа 1906 — Император повелел привлечь в качестве обвиняемых несколько генералов, в том числе начальника штаба Квантунского укрепленного района генерал-майора Рейса.
- 7 апреля 1907 года — частное присутствие представило доклад, в котором согласилось с мнением следственной комиссии и признало, что главными виновниками сдачи крепости Порт-Артур были генералы Стессель, Фок и Рейс.
- 2 апреля 1908 года — генерал-майор Рейс был уволен от службы «по домашним обстоятельствам» с пенсией, но без мундира.

## См. также

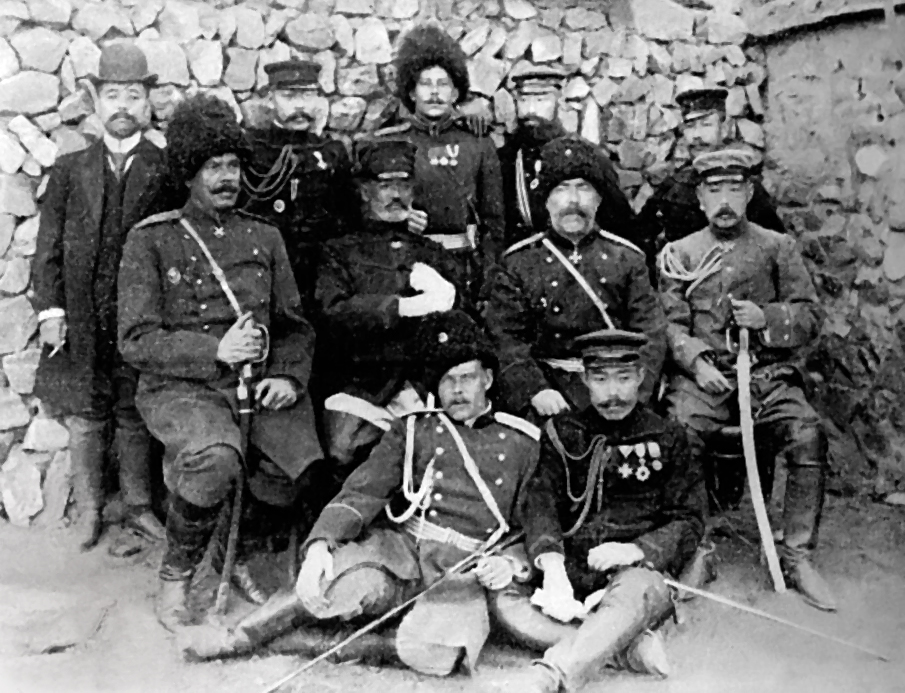
После сдачи Порт-Артура (крайний слева во 2-м ряду)